# 壱岐市立勝本小学校
壱岐市立勝本小学校（いきしりつ かつもとしょうがっこう, Iki City Katsumoto Elementary School）は長崎県壱岐市勝本町坂本触にある公立小学校。略称は「勝本小」、「勝小」（かっしょう）。

## 概要
歴史
1875年（明治8年）に開校した「第五大学区第四中学区霞翠小学校（現・壱岐市立霞翠小学校）勝本分校」を前身とする。2010年（平成23年）に創立135年を迎えた。
校章
壱岐島の北端に位置することから、北極星をかたどり、校名の「勝」の文字を中央に置いている。
校歌
作詞は佐藤末治、作曲は山陸芳彦による。3番まであり、各番とも「勝本小学校」で終わる。
校区
住所表記で、勝本町の後に「勝本浦」、「勝本町東触」（一部）、「仲触」（一部）、「西戸触」（一部）、「坂本触」（一部）が続く地区。中学校区は壱岐市立勝本中学校。
勝本浦部連合公民館に属する地域に住む生徒が通学対象であるが、学校自体が勝本在部地区公民館連絡協議会に属する地域に有る。その為当小学校の隣を通って霞翠小学校に通学すると言う事例が見られる。

## 沿革
- 1875年（明治8年）10月19日 - 吉田覚太郎の裏長屋を借り受け、「第五大学区第四中学区霞翠小学校勝本分校」が開校。
- 1883年（明治16年） - 霞翠小学校から分離し、「下等勝本小学校」として独立。
- 1886年（明治19年） - 「勝本簡易小学校」と改称。
- 1891年（明治24年） - 「勝本尋常小学校」と改称。
- 1893年（明治26年） - 校舎を新築。
- 1908年（明治41年）8月28日 - 現在地に校舎が完成。
- 1915年（大正4年）4月1日 - 高等科を併置し、「勝本尋常高等小学校」に改称。
- 1917年（大正6年）5月7日 - 勝本実業補習学校を併置。
- 1926年（大正15年）6月28日 - 勝本実業補習学校が青年訓練認定勝本実業補習学校と改称。
- 1927年（昭和2年）9月18日 - 勝本幼稚園を併設。
- 1928年（昭和3年）2月 - 学校近くの城山で林間教場、弁天崎で海水浴を実施。
- 1931年（昭和6年）2月11日 - 校歌を制定。
- 1932年（昭和7年）10月12日 - 運動場を整備。
- 1935年（昭和10年）6月1日 - 青年学校令により、青年訓練認定勝本実業補習学校が勝本青年学校に改称。
- 1938年（昭和13年）8月 - 校舎を新築。
- 1941年（昭和16年）4月 - 国民学校令により、「勝本町立勝本国民学校」と改称。
- 1943年（昭和18年）4月1日 - 霞翠青年学校と勝本青年学校が合併・独立し、勝本高等実業青年学校となる。
- 1947年（昭和22年）
  - 4月1日 - 学制改革（六・三制実施）により、「勝本町立勝本小学校」と改称。
  - 5月3日 - 学制改革で発足した勝本町立勝本中学校の第2学年4学級が設置される。
- 1949年（昭和24年）7月29日 - 勝本中学校校舎完成に伴い、中学2年が移転し、併設を解消。
- 1966年（昭和41年）4月 - 完全給食を開始。
- 1975年（昭和50年）- プールが完成。
- 1979年（昭和54年）- 体育館が完成。
- 2004年（平成16年）3月1日 - 町村合併により、「壱岐市立勝本小学校」（現校名）に改称。
- 2011年（平成23年）9月1日 - 壱岐市学校給食センターが勝本町亀石地区に完成したことにより、同センターからの配送方式に変更。

## アクセス
最寄りの港
- 「勝本港」- 他の自治体とを結ぶ航路は就航していない。
- 「芦辺漁港」- 九州郵船が対馬の厳原港、福岡県博多港との間にフェリー・ジェットフォイルを運航。

最寄りのバス停
- 壱岐交通「城山」バス停

最寄りの国道
- 国道382号

## 周辺
- 壱岐市立勝本中学校
- 壱岐市立勝本幼稚園
- 勝本郵便局
- 品川外科病院
- 城山公園
- 河合曽良の墓

## 関連
- 長崎県小学校一覧